# Sucios Socios
Sucios Socios es un grupo de rap de Badalona (Barcelona)  formado por Sirocco Dues (Mc y productor), Zarkon (MC y productor).

## Biografía
Zarkon y Siroco Dues se conocieron desde muy jóvenes, a principios de la década de los 90, donde posteriormente empezaron a escribir algunas letras y a rapear. En el 2001 formaron “La Placka” junto a  Falsalarma, Demo, Sondekalle, Cero8 y Prome.  
En el 2002 Sucios Socios colaboran en el LP de Falsalarma “LA MISIVA”  
En 2003 empezaron a grabar la maqueta “OLORA REBELDÍA”con las colaboraciones de : Falsalarma, Demo, 6Mo, Prome y Fuethefirst.

## Discografía
- La Promo (Maqueta) (2002)
- Olora Rebeldía (Maqueta) (2003/04)
- Mas Rango / Piedra Papel Tijeras (maxi sencillo) (2006)
- Más Rango (LP) (2006)
- Maxi 2011 (2011)
- Ira Dei (2013)
- Ya no quiero caminar (2014)

## Colaboraciones
- Falsalarma "La misiva" (2001)
- Falsalarma "Alquimia" (2005)
- 6Mo "El Jinete del caballo blanco" (2005)
- Demo "Más allá" (2005)
- Titó "Titó presenta... Barna Files Vol.1" (LP) (BoaCor, 2006)
- Cero8 "Se volverá en su contra" (2008)